# Smarty
Pour les articles homonymes, voir Smarty (homonymie).
Smarty est un moteur de template pour le langage PHP. Il est rapide et permet la gestion des caches.
Il facilite la séparation entre la logique applicative et la présentation (d'un point de vue du modèle OSI).
Smarty est le moteur de template de quelques applications Web telles que PrestaShop.

## Exemple
```
<!DOCTYPE html>

<
html
 
lang
=
"en"
>

<
head
>

  
<
meta
 
charset
=
"utf-8"
>

  
<
title
>
{
$title_text
|
escape
}
</
title
>

</
head
>

<
body
>
 
{
* Ce commentaire n'apparaîtra pas dans le rendu HTML *
}

  
{
$body_html
}

</
body
>
 
<!-- Ce commentaire apparaîtra dans le rendu HTML -->

</
html
>

```